# Autobianchi Bianchina
O  Bianchina  é um modelo compacto da Autobianchi. É baseado no Fiat 500.